# Eve Rimmer
Eva Marion Rimmer nata Davis (Whanganui, 3 aprile 1937 – 23 novembre 1996) è stata un'atleta paralimpica, nuotatrice e arciera neozelandese. È stata una delle più grandi sportive paralimpiche neozelandesi avendo vinto 32 medaglie, di cui 22 ori, in eventi sportivi internazionali.

## Biografia
Rimmer crebbe nella piccola cittadina rurale di Edgecumbe. Già ai tempi della scuola ebbe un grande talento nello sport e ciò riuscì a compensare le sue scarse doti accademiche. Non appena fu abbastanza grande lasciò la scuola. Nel 1952, all'età di quindici anni, Eve rimase paralizzata dalla vita in giù quando il veicolo su cui si trovava si schiantò in una notte buia e umida. Questa esperienza le cambiò la vita ma non le impedì di diventare una delle migliori atlete del mondo. Continuò a vincere molte medaglie nel lancio del peso, del giavellotto, del disco, nel pentathlon, nel nuoto e nel tiro con l'arco. Nel 1973 le fu assegnata la medaglia dell'Impero britannico.
Sposò Kelvin Stanley "Kel" Rimmer, un ingegnere radiofonico, e nonostante le fosse stato detto che probabilmente non sarebbe mai stata in grado di concepire, diede alla luce due bambine sane. Fu attivamente coinvolta con le organizzazioni per paraplegici in tutta la Nuova Zelanda.

### Carriera sportiva
Eve Rimmer fu la prima donna selezionata per rappresentare la Nuova Zelanda alle Paralimpiadi. Fu l'unica donna chiamata assieme a quattordici uomini per andare ai Giochi di Tel Aviv del 1968 nonché l'unica a portare a casa medaglie. Continuò a rappresentare la Nuova Zelanda ai Giochi di Heidelberg (1972), Toronto (1976) e Arnhem (1980), vincendo un totale di 14 medaglie paralimpiche, di cui 8 d'oro. Eve ebbe anche molto successo nei Giochi del Commonwealth per paraplegici e nelle competizioni nazionali.
Nel 1990, fu inserita nella New Zealand Sports Hall of Fame. Inoltre, le è stato dedicato un campo sportivo a Whakatane.
Morì nel 1996 all'ospedale Tauranga, in Nuova Zelanda.

## Palmarès
| Anno | Manifestazione     | Sede       | Evento                                             | Risultato | Prestazione | Note |
| ---- | ------------------ | ---------- | -------------------------------------------------- | --------- | ----------- | ---- |
| 1968 | Giochi paralimpici | Tel Aviv   | Atletica leggera - Lancio del giavellotto C        | Oro       |             |      |
| 1968 | Giochi paralimpici | Tel Aviv   | Atletica leggera - Getto del peso C                | Argento   |             |      |
| 1968 | Giochi paralimpici | Tel Aviv   | Atletica leggera - Lancio del disco C              | Bronzo    |             |      |
| 1968 | Giochi paralimpici | Tel Aviv   | Nuoto - 50 m stile libero 4 completo femminile     | Argento   |             |      |
| 1972 | Giochi paralimpici | Heidelberg | Atletica leggera - Lancio del giavellotto 3        | Argento   |             |      |
| 1972 | Giochi paralimpici | Heidelberg | Atletica leggera - Getto del peso 3                | Oro       |             |      |
| 1972 | Giochi paralimpici | Heidelberg | Atletica leggera - Lancio del disco 3              | Argento   |             |      |
| 1972 | Giochi paralimpici | Heidelberg | Atletica leggera - Pentathlon 3                    | Oro       |             |      |
| 1976 | Giochi paralimpici | Toronto    | Atletica leggera - Lancio del giavellotto 3        | Oro       |             |      |
| 1976 | Giochi paralimpici | Toronto    | Atletica leggera - Getto del peso 3                | Oro       |             |      |
| 1976 | Giochi paralimpici | Toronto    | Atletica leggera - Lancio del disco 3              | Oro       |             |      |
| 1976 | Giochi paralimpici | Toronto    | Atletica leggera - Pentathlon 3                    | Oro       |             |      |
| 1980 | Giochi paralimpici | Arnhem     | Atletica leggera - Getto del peso 3                | Oro       |             |      |
| 1980 | Giochi paralimpici | Arnhem     | Tiro con l'arco - Metrico avanzato per paraplegici | Argento   |             |      |